# Владіміров Володимир Володимирович
 Володимир Володимирович Владіміров  (рос. Владимир Владимирович Владимиров; нар. 14 жовтня 1975, м. Георгієвськ, Ставропольський край, РРФСР) — російський державний і політичний діяч. Губернатор Ставропольського краю з 27 вересня 2014 року. Голова Уряду Ставропольського краю з 10 жовтня 2013 року. Секретар Ставропольського регіонального відділення партії «Єдина Росія» з 1 листопада 2019 року, член Генеральної Ради партії. Підтримує путінський режим та війну Росії проти України. Фігурант бази «Миротворець».

## Життєпис
У 1997 році закінчив Уфімський державний нафтовий технічний університет, в 2006 році — Тюменський державний нафтогазовий університет.
З 1997 по 2007 рік працював у різних організаціях нафтовидобувної та нафтопереробної промисловості на керівних посадах.
З 2010 по 2013 рік — перший заступник губернатора Ямало-Ненецького автономного округу.
З травня 2011 — секретар регіонального політради партії «Єдина Росія».
27 вересня 2013 року, після відставки губернатора Ставропольського краю Валерія Зеренкова, указом президента РФ призначений в.о. губернатора.
2014 року підтримав співробітників спецпідрозділу «Беркут», що займались розгоном мітингувальників на Євромайдані. У березні 2014 року проти Володимира було введено санкції Євросоюзу.
14 вересня 2014 — обраний губернатором Ставропольського краю на п'ять років. Керував ліквідацією потужного паводку, який в травні 2017 року накрив 13 районів краю.
8 вересня 2019 — переобраний губернатором краю.

### Нагороди
- Почесна медаль «За заслуги у справі захисту дітей Росії» (лютий 2015 року)[6];
- Медаль «За повернення Криму» (травень 2015 року)[7]
- Ювілейна медаль «В пам'ять 100-річчя відновлення Патріаршества в РПЦ» (17 січня 2018 года)[8].